# Ziua Mondială a Zonelor Umede

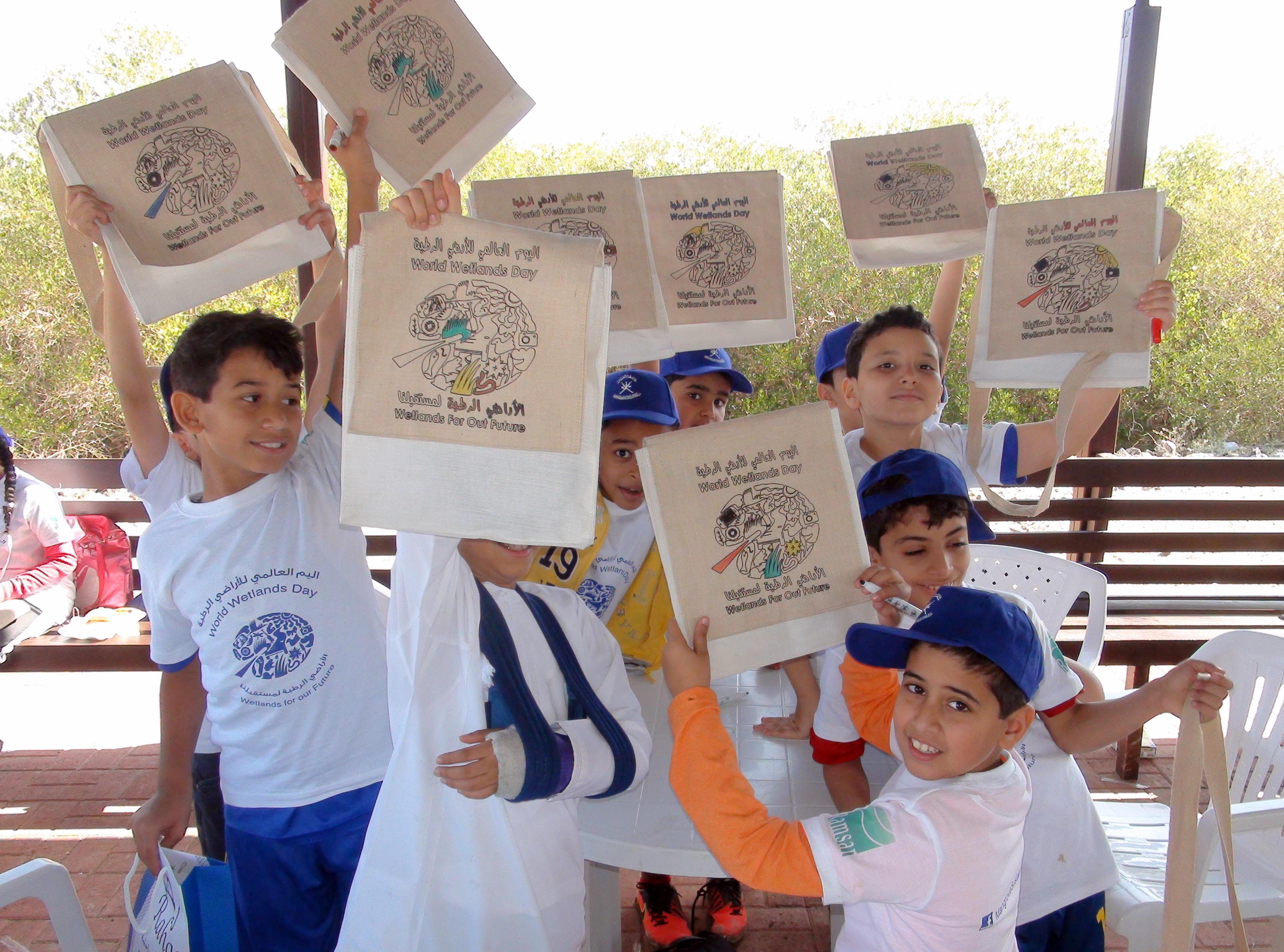
Copii sărbătorind Ziua Mondială a Zonelor Umede

Ziua Mondială a Zonelor Umede este o sărbătoare legată de mediul înconjurător, care datează din anul 1971, când mai mulți ecologiști s-au adunat pentru a reafirma protecția și dragostea pentru zonele umede, ecosisteme acvatice care conțin vegetație și alte organisme și care au un rol important în sănătatea corpurilor de apă și a mediului înconjurător în ansamblu. Ziua a fost adoptată în urma convenției Ramsar și are loc anual la 2 februarie 1971. Ziua Mondială a Zonelor Umede nu a fost sărbătorită până în 1997.
Această zi dorește să evidențieze influența pozitivă pe care zonele umede le-au avut asupra lumii și să aducă comunitățile împreună în beneficiul naturii. De asemenea, această zi încearcă să crească gradul de conștientizare globală cu privire la rolul semnificativ pe care zonele umede îl au nu numai pentru oameni, ci și pentru planetă. Pasionații de mediu se reunesc în această zi pentru a-și celebra dragostea pentru natură prin această sărbătoare, recunoscând ceea ce fac zonele umede nu numai pentru oameni, ci și pentru multe alte  organisme din lume.
De-a lungul timpului, acțiunile umane au dus la diverse probleme ecologice care afectează zonele umede. Suprapopularea și construcția au dus la o scădere a conservării mediului. Multe zone umede se pierd, iar ecologiștii susțin că oamenii ar trebui să recunoască dilema înainte ca un filtru natural și un conservator al lumii să se piardă.

## Teme ale Zilei Mondiale a Zonelor Umede
În fiecare an este selectată o temă pentru a concentra atenția și pentru a ajuta la creșterea gradului de conștientizare a publicului cu privire la valoarea zonelor umede. Țările organizează o varietate de evenimente pentru a crește gradul de conștientizare, cum ar fi: prelegeri, seminarii, plimbări în natură, concursuri de artă pentru copii, zile de curățare în comunitate, interviuri radio și de televiziune, scrisori către ziare, lansarea de noi politici privind zonele umede și noi programe la nivel național.
| 2025 | Protejând zonele umede pentru viitorul nostru comun (Protecting wetlands for our common future)                                            |
| 2024 | Zonele umede și bunăstarea oamenilor (Wetlands and human wellbeing)                                                                        |
| 2023 | Este timpul pentru refacerea zonelor umede (It's time for wetland restoration)                                                             |
| 2022 | Acțiunea zonelor umede pentru oameni și natură (Wetlands action for people and nature)                                                     |
| 2021 | Zonele umede și apa (Wetlands and water)                                                                                                   |
| 2020 | Zonele umede și biodiversitate (Wetlands and Biodiversity)                                                                                 |
| 2019 | Zonele umede și schimbările climatice (Wetlands and Climate Change)                                                                        |
| 2018 | Zone umede pentru un viitor urban durabil (Wetlands for a Sustainable Urban Future)                                                        |
| 2017 | Zone umede pentru reducerea riscului de dezastre (Wetlands for Disaster Risk Reduction)                                                    |
| 2016 | Zone umede pentru viitorul nostru: mijloace de trai durabile (Wetlands For Our Future: Sustainable Livelihoods)                            |
| 2015 | Zone umede pentru viitorul nostru (Wetlands For Our Future)                                                                                |
| 2014 | Zonele umede și agricultura: parteneri pentru dezvoltare (Wetlands and Agriculture: Partners for Growth)                                   |
| 2013 | Zonele umede au grijă de apă (Wetlands Take Care of Water)                                                                                 |
| 2012 | Turismul în zonele umede: o experiență grozavă (Wetland Tourism: A great experience)                                                       |
| 2011 | Păduri pentru apă și zone umede (Forests for water and wetlands)                                                                           |
| 2010 | Îngrijirea zonelor umede – Un răspuns la schimbările climatice (Caring for wetlands – An answer to climate change)                         |
| 2009 | În amonte, în aval: zonele umede ne conectează pe toți (Upstream, Downstream: Wetlands connect us all)                                     |
| 2008 | Zone umede sănătoase, oameni sănătoși (Healthy Wetlands, Healthy People)                                                                   |
| 2007 | Pește pentru mâine? (Fish for tomorrow?)                                                                                                   |
| 2006 | Mijloacele de trai în pericol (Livelihoods at Risk)                                                                                        |
| 2005 | Există bogăție în diversitatea zonelor umede – nu o pierdeți (There's Wealth in Wetland Diversity – Don't Lose It)                         |
| 2004 | De la munte la mare – Zonele umede la lucru pentru noi (From the mountains to the sea – Wetlands at work for us)                           |
| 2003 | Fără zone umede – fără apă (No wetlands – no water)                                                                                        |
| 2002 | Zone umede : Viețuitoarele din apă și cultura (Wetlands : Water life and culture)                                                          |
| 2001 | O lume umedă – O lume de descoperit (A wetland world – A world to discover)                                                                |
| 2000 | Sărbătorim zonele noastre umede de importanță internațională (Celebrating our wetlands of international importance)                        |
| 1999 | Oamenii și zonele umede – legătura vitală (People and wetlands – the vital link)                                                           |
| 1998 | Importanța apei pentru viață și rolul zonelor umede în alimentarea cu apă (Importance of water to life & role of wetlands in water supply) |
| 1997 | Ziua Mondială a Zonelor Umede a fost sărbătorită pentru prima dată                                                                         |